# La morte sospesa (film)
La morte sospesa (Touching the Void) è un film documentario britannico del 2003 del regista Kevin Macdonald, tratto dal libro omonimo del 1998 di Joe Simpson, che racconta la storia vera dei due alpinisti Joe Simpson e Simon Yates.
Il film narra fatti realmente accaduti nel 1985, riguardanti la conquista alpinistica da parte dei due amici scalatori del monte Siula Grande, 6.344 metri di altezza, nelle Ande peruviane, e le difficoltà vissute durante l'impresa. Simpson scrisse il libro da cui è tratto il film sulle avventure vissute anche con lo scopo di scagionare dalle accuse l'amico Simon Yates.

## Trama
Sebbene un tentativo fosse stato già compiuto in precedenza, Simon Yates e Joe Simpson furono i primi a scalare la cima del Siula Grande sul lato ovest, una parete quasi verticale. Sulla via del ritorno Simpson ebbe un incidente. Scivolò su una roccia ghiacciata cadendo malamente, fratturandosi la gamba all'altezza del ginocchio. I due, che erano ormai in viaggio da più tempo di quanto avessero previsto, e a causa delle pessime condizioni climatiche incontrate durante la scalata, avevano finito le provviste d'acqua e di gas necessario per sciogliere ghiaccio e neve per bere, e avevano bisogno di raggiungere velocemente il loro campo base, circa 1.000 metri più a valle.
Anziché abbandonare il compagno per cercare soccorso, Yates legò insieme due lunghe corde di 45 m l'una, e fissò se stesso e il compagno alle estremità opposte della corda ottenuta; facendo scorrere la corda, fece dunque calare più volte Simpson lungo la parete della montagna. Un secondo terribile incidente si verificò, però, quando Simpson, nella discesa, sentì sotto di sé la parete diventare sempre più ripida fino a quando si ritrovò sospeso nel vuoto oltre un terrazzino di ghiaccio, rimanendo a mezz'aria sopra una trentina di metri di strapiombo. Yates non riusciva a vedere né sentire Simpson, ma sentiva sulla corda il suo peso che lo stava lentamente trascinando verso il precipizio. Riuscì a tener duro per circa un'ora e mezza; poi fu costretto a tagliare la corda, lasciando cadere Simpson nel crepaccio.
Il mattino seguente Yates riuscì a scendere dalla montagna, da solo, e vide il terrazzino di ghiaccio. Capì cosa doveva essere successo a Simpson e si accorse, con orrore, del crepaccio sottostante. Sicuro che Simpson fosse morto, continuò la discesa da solo.
In realtà, Simpson era sopravvissuto nonostante la caduta di circa 45 metri e la gamba spezzata. Non potendo uscire dall'apertura da cui era piombato nel crepaccio, era riuscito a calarsi giù e arrivare su una specie di ponte di ghiaccio sul fondo del crepaccio, quindi a uscire grazie a un'apertura laterale che dava sull'esterno, sul ghiacciaio. Passò tre giorni senza poter mangiare, cercando di assumere liquidi dalla neve che ingeriva (cosa che non placava la sete), strisciando e zoppicando per cinque miglia, al limite del collasso: Simpson ha raccontato che a salvarlo sono stati gli obiettivi che si è posto man mano che procedeva.
Riuscì infine ad arrivare, stremato, fino al campo base dove ancora erano accampati Yates e il terzo compagno restato alla base. Avrebbero dovuto partire il giorno precedente, ma Yates aveva deciso di restare ancora una notte. Simpson giunse solo poche ore prima che i due lasciassero il campo. I due, convinti della morte di Simpson, ne avevano bruciato i vestiti e gli effetti personali.
La sopravvivenza di Simpson viene considerata da gran parte della comunità alpinistica come una delle storie più sorprendenti mai accadute. Per anni si è discusso se il comportamento di Yates fosse stato corretto. Simpson, comunque, continua a sostenere che Yates, considerate le circostanze, non avesse altra scelta se non quella di tagliare la corda che li teneva legati l'uno all'altro, e anche lui avrebbe fatto lo stesso.

## Produzione

### La struttura del film
Il film alterna scene recitate dai tre attori, ai racconti dei tre protagonisti che narrano, ricordando in sequenza gli avvenimenti.

### La lavorazione del film
Durante la lavorazione del film, nel 2002, il regista e i produttori invitarono Simon Yates e Joe Simpson a ritornare al Siula Grande, per la prima volta dagli eventi del 1985. Sebbene per Simpson il ritorno si dimostrasse estremamente difficile dal punto di vista emotivo per il riaffiorare di vecchi ricordi che avrebbe preferito cancellare, in seguito ha dichiarato di essere stato molto contento del film e di come i fatti erano stati rappresentati. Yates, invece, al ritorno dal Siula Grande ha deciso di non voler avere più nulla a che fare col film.

## Il titolo italiano
Il titolo del film e del libro utilizzato nella versione italiana e in altre lingue gioca su un forte doppio senso assente in quello originale: La morte sospesa indica sia un fatto ineluttabile semplicemente rimandato dalla caparbietà dei due giovani, sia l'esperienza alpinistica, che vede la sua acme nella scena centrale del film, con Simpson sospeso a una corda con una gamba fratturata e l'amico Yates incapace di vedere e sentire l'amico dopo la caduta. Per ore lo sostiene e può solo ipotizzare la morte dell'amico per assideramento o sfinimento.

## Distribuzione
Il film è uscito in Italia nelle sale il 18 marzo 2005 con una proiezione straordinaria al Cervino International film festival di Breuil-Cervinia il 23 luglio 2004 in una versione non definitiva, mentre la prima in lingua inglese è avvenuta il 12 dicembre 2003.

## Riconoscimenti
- 2004 – British Academy of Film and Television Arts
  - Premio Alexander Korda

- 2004 – Sundance Film Festival
  - Premio

- 2004 – British Independent Film Awards
  - Miglior documentario
  - Miglior contributo tecnico a Mike Eley

- 2004 – Trento Film Festival
  - Genziana d'oro al miglior film

L'autorevole rivista del British Film Institute Sight & Sound l'ha indicato fra i trenta film chiave del primo decennio del XXI secolo.